# ترابانت
ترابانت (بالألمانية: Trabant) ، هي مصنع لصناعة السيارات في ألمانيا الشرقية.

## ألبوم الصور

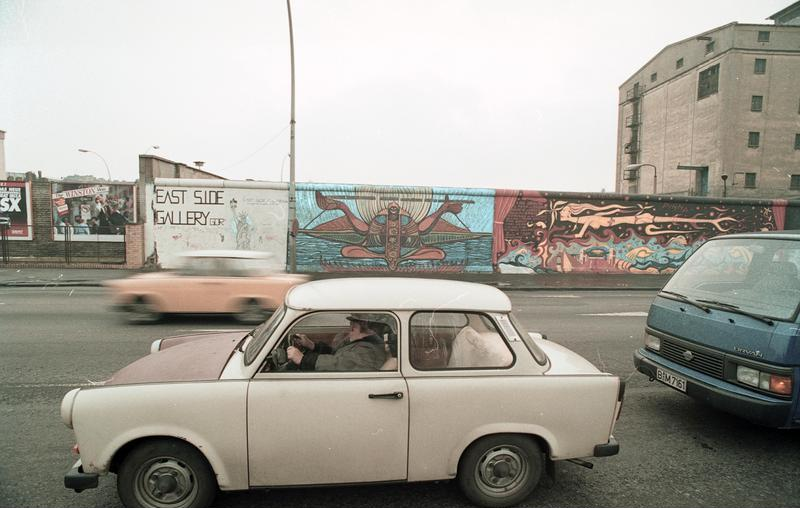
ترابانت تعبر سور برلين سنة 1990
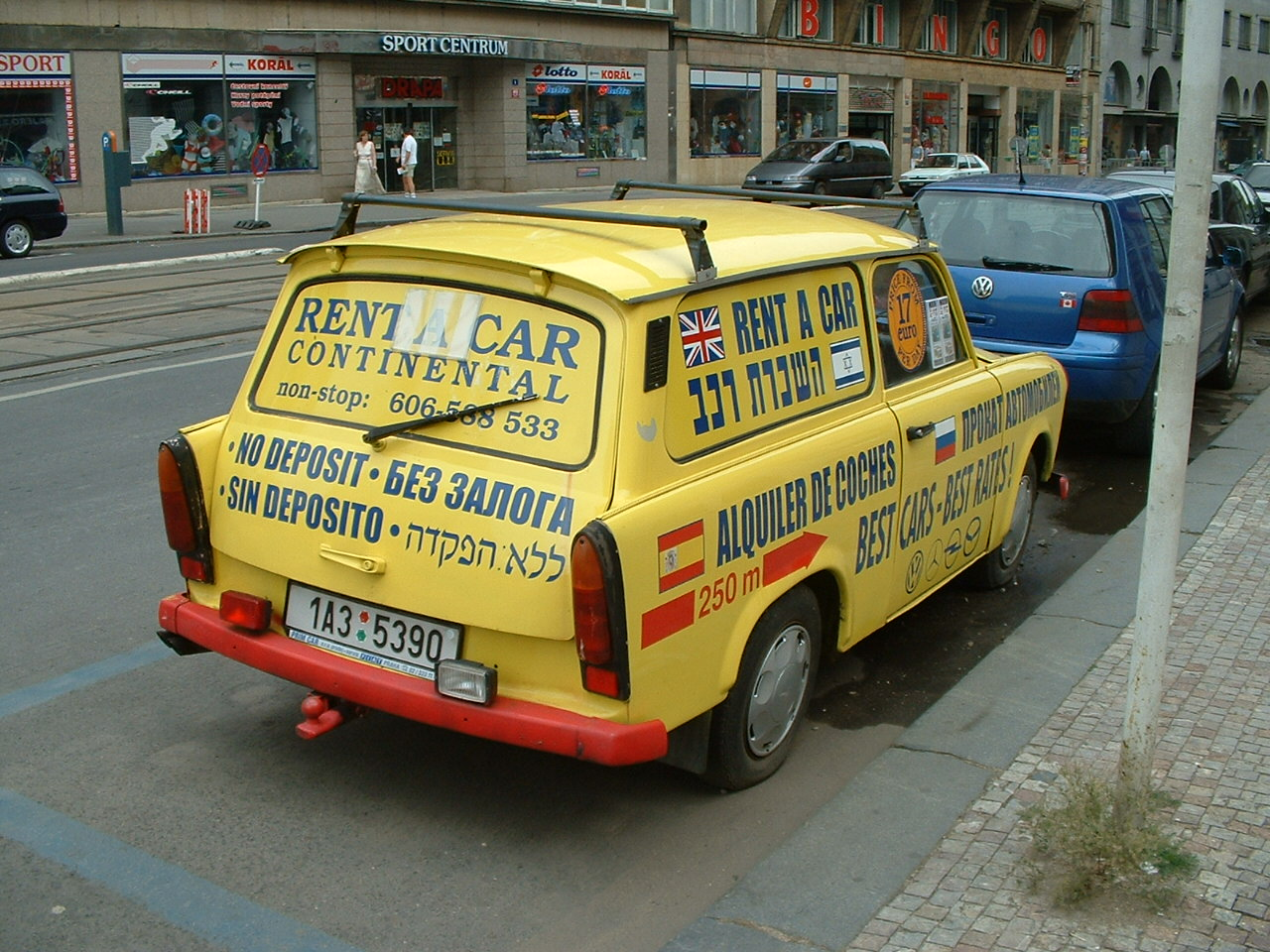
ترابانت تعمل كلوحة إعلانات حيث تغطيها الإعلانات من كل الاتجاهات براغ
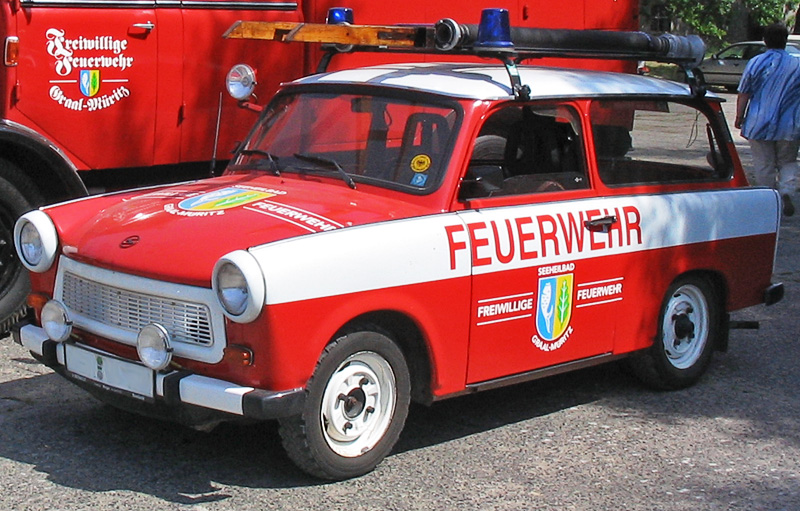
ترابانت تعمل كسيارة لمتطوعي أطفاء الحريق
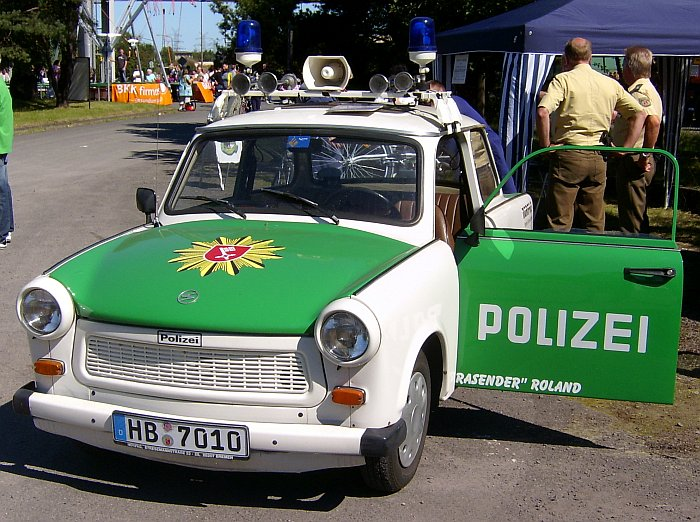
ترابانت تعمل كسيارة خدمات عامة في جهاز الشرطة
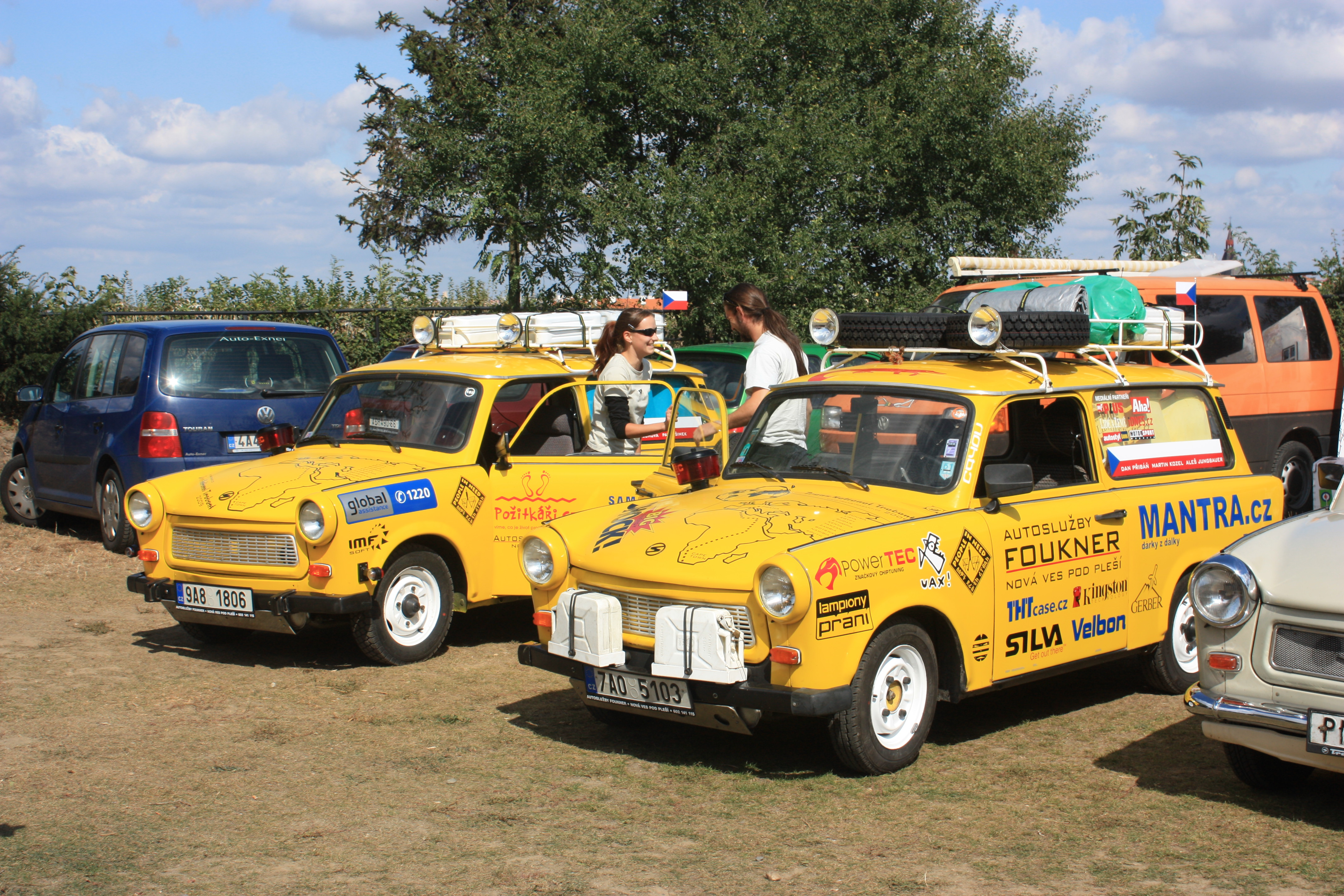
سياراتان ترابانت أستخدموا من قبل 5 تشيكيين للذهاب من براغ الي كيب تاون
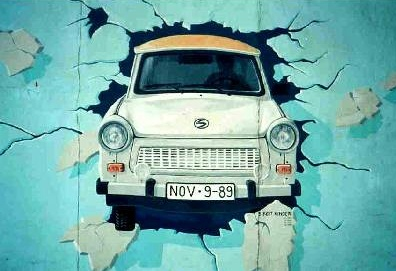
رسمة جدارية علي حائط برلين الجهة الشرقية
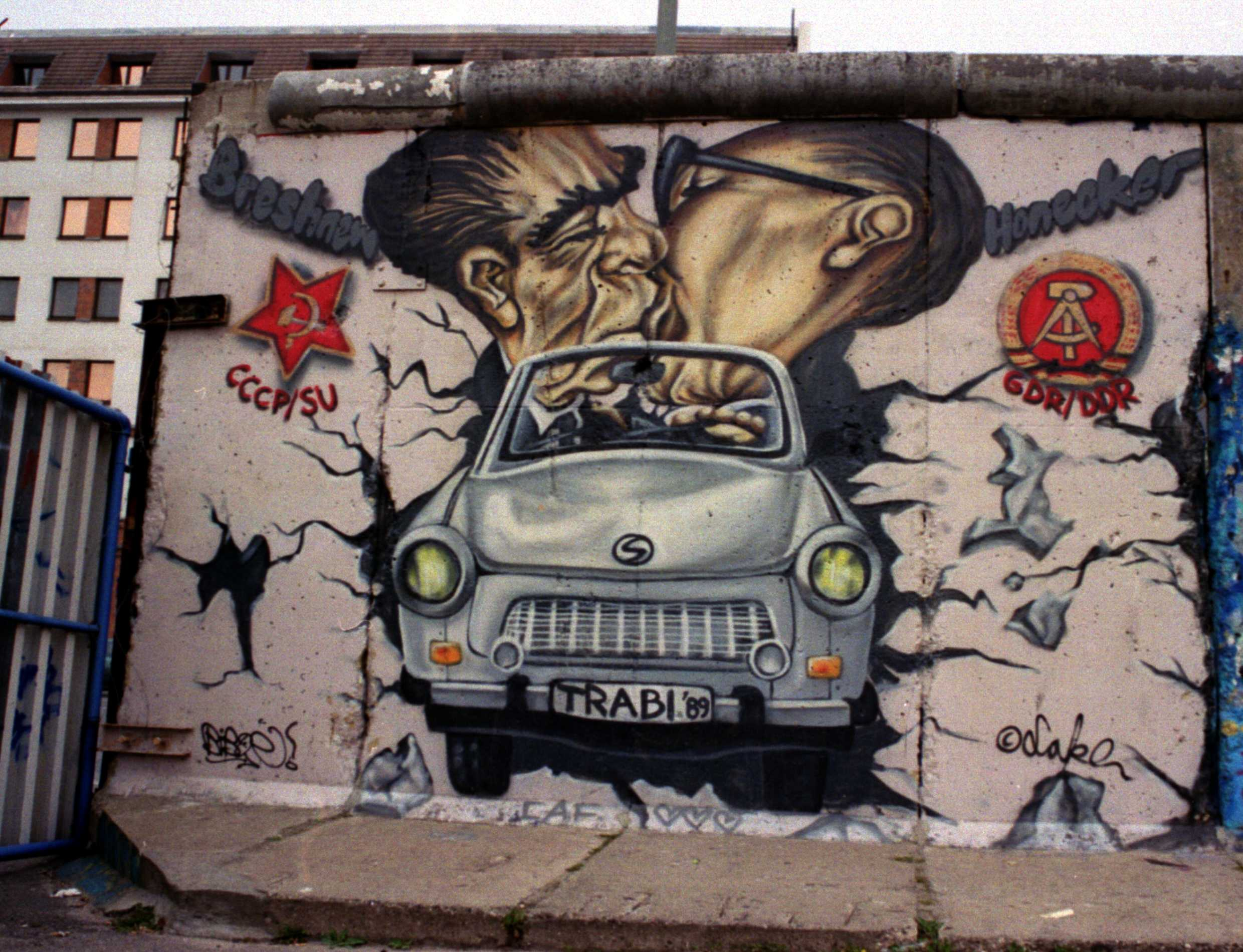
رسمة جدارية علي حائط برلين الجهة الشرقية تمثل كل من إريك هونيكر و ليونيد بريجنيف يركبان سيارة ترابانت
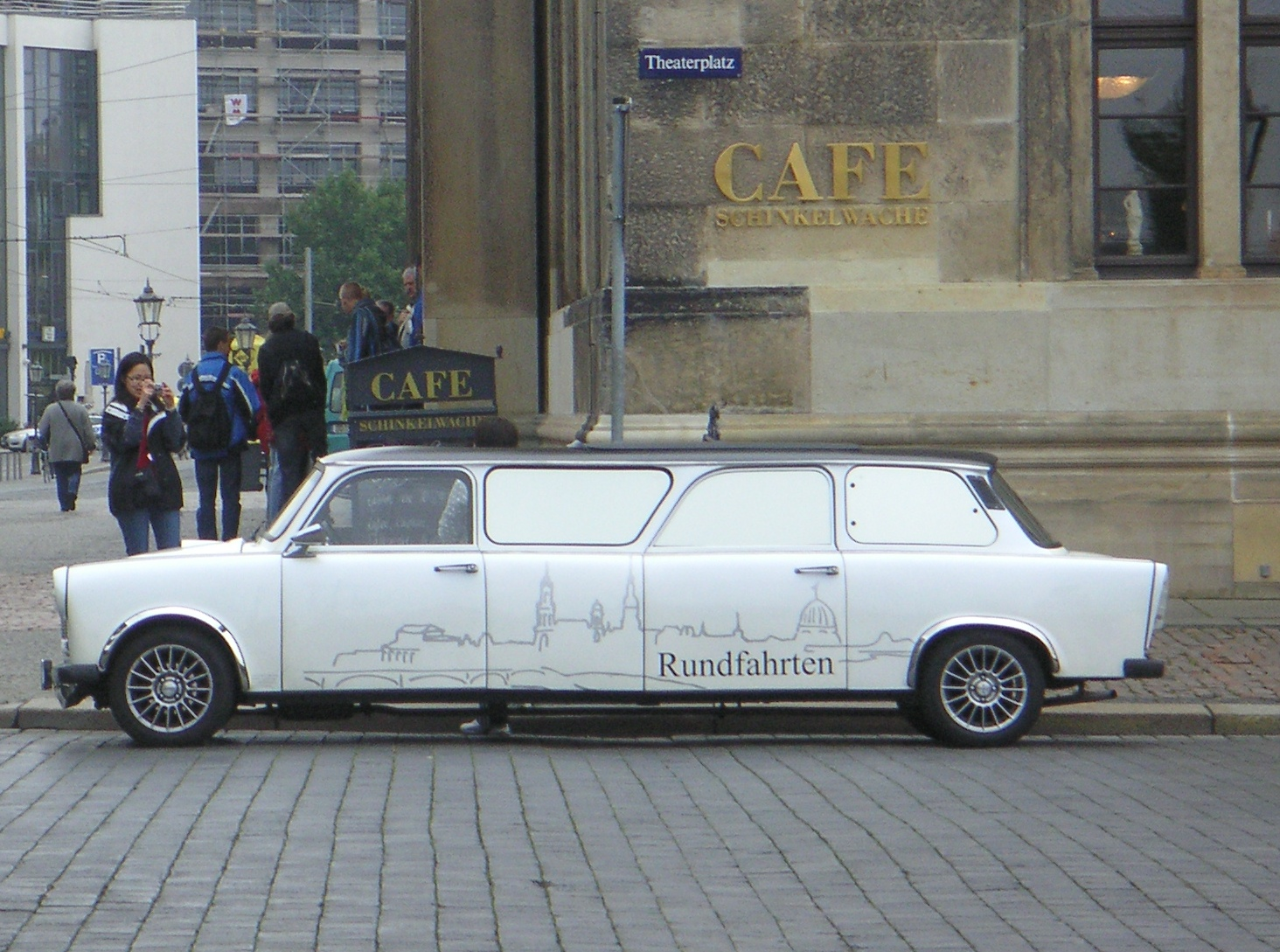
ترابانت عدلت لتكون ليموزين طويلة
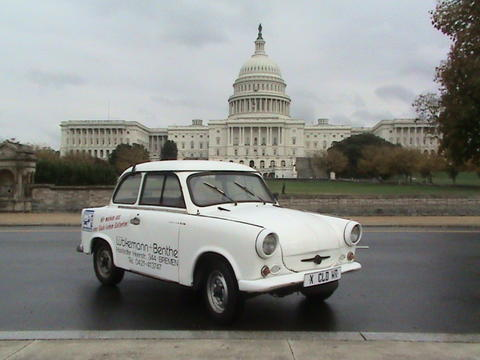
ترابانت تشارك في أول رالي للسيارات القديمة
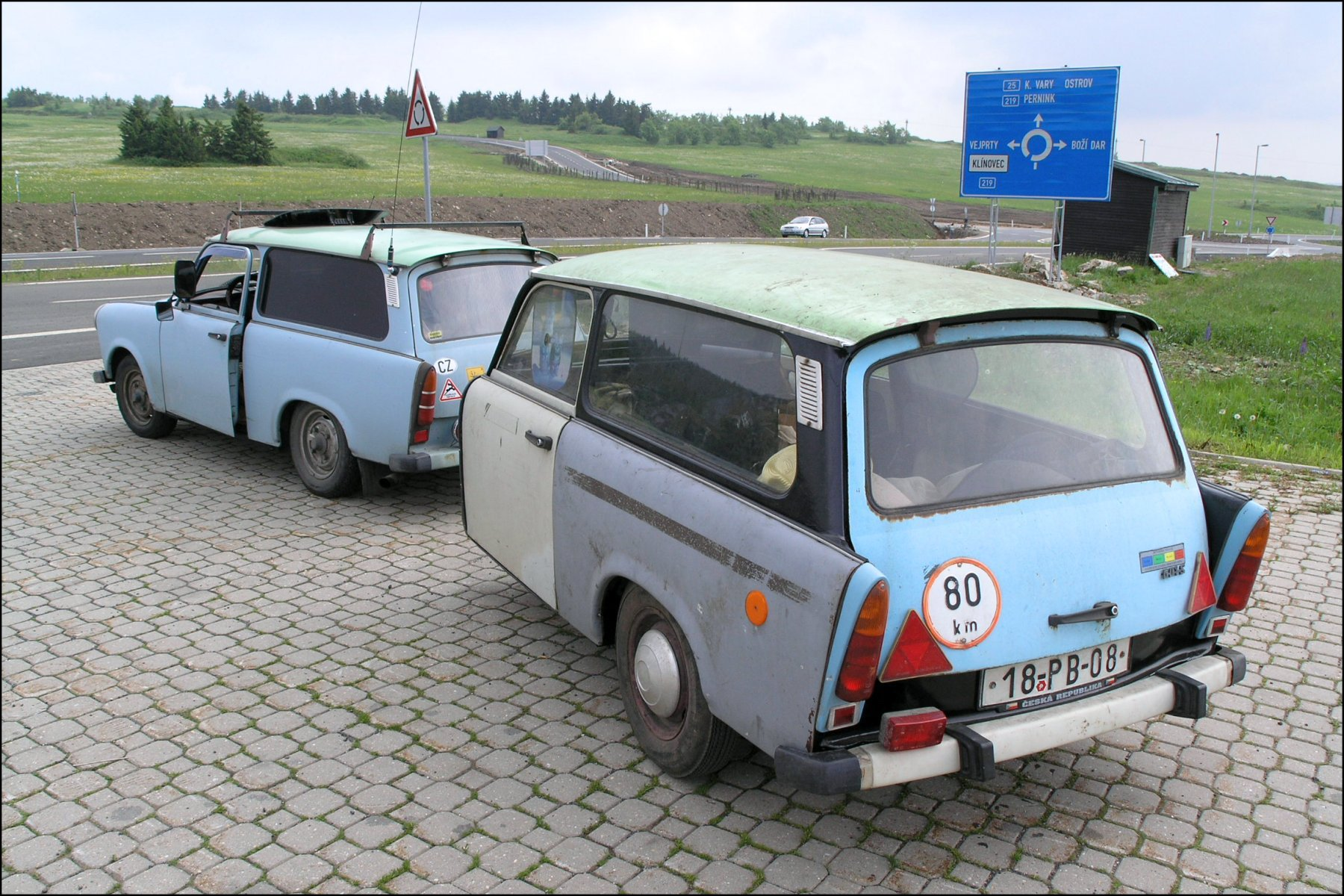
ترابانت تجر عربة جر مصنوعة يدويا
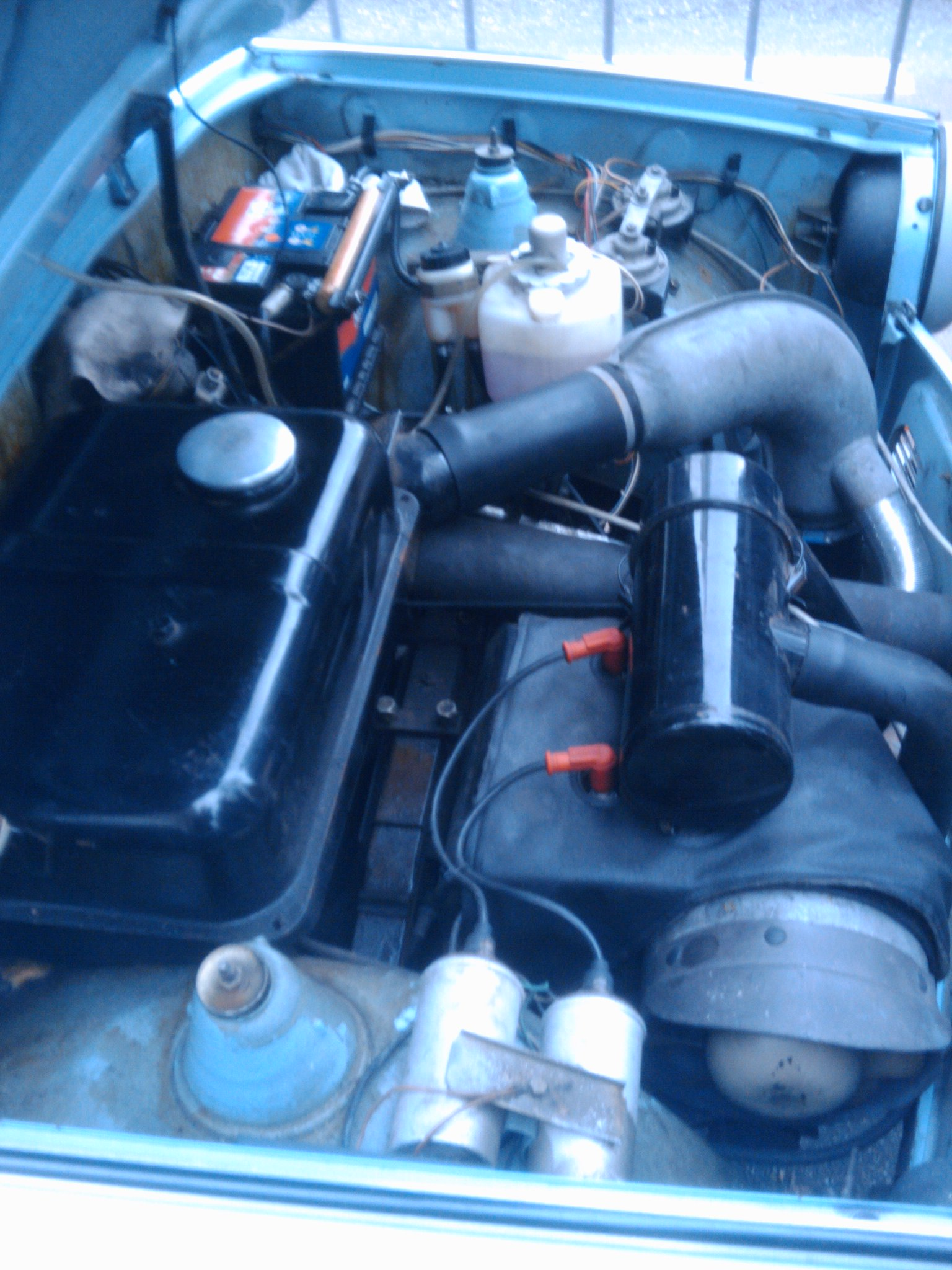
محرك ترابانت
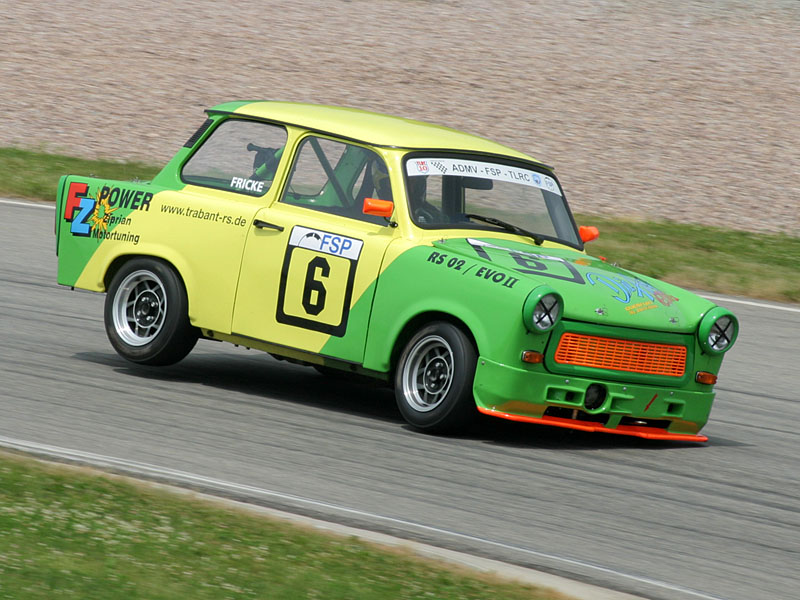
ترابانت كسيارة سباق
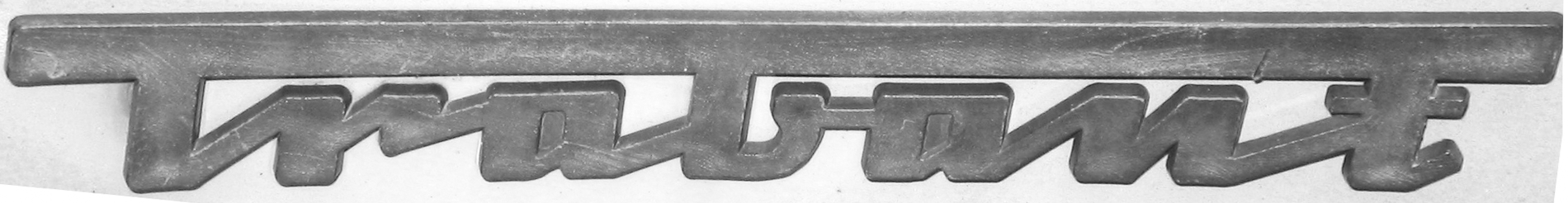
شعار ترابانت
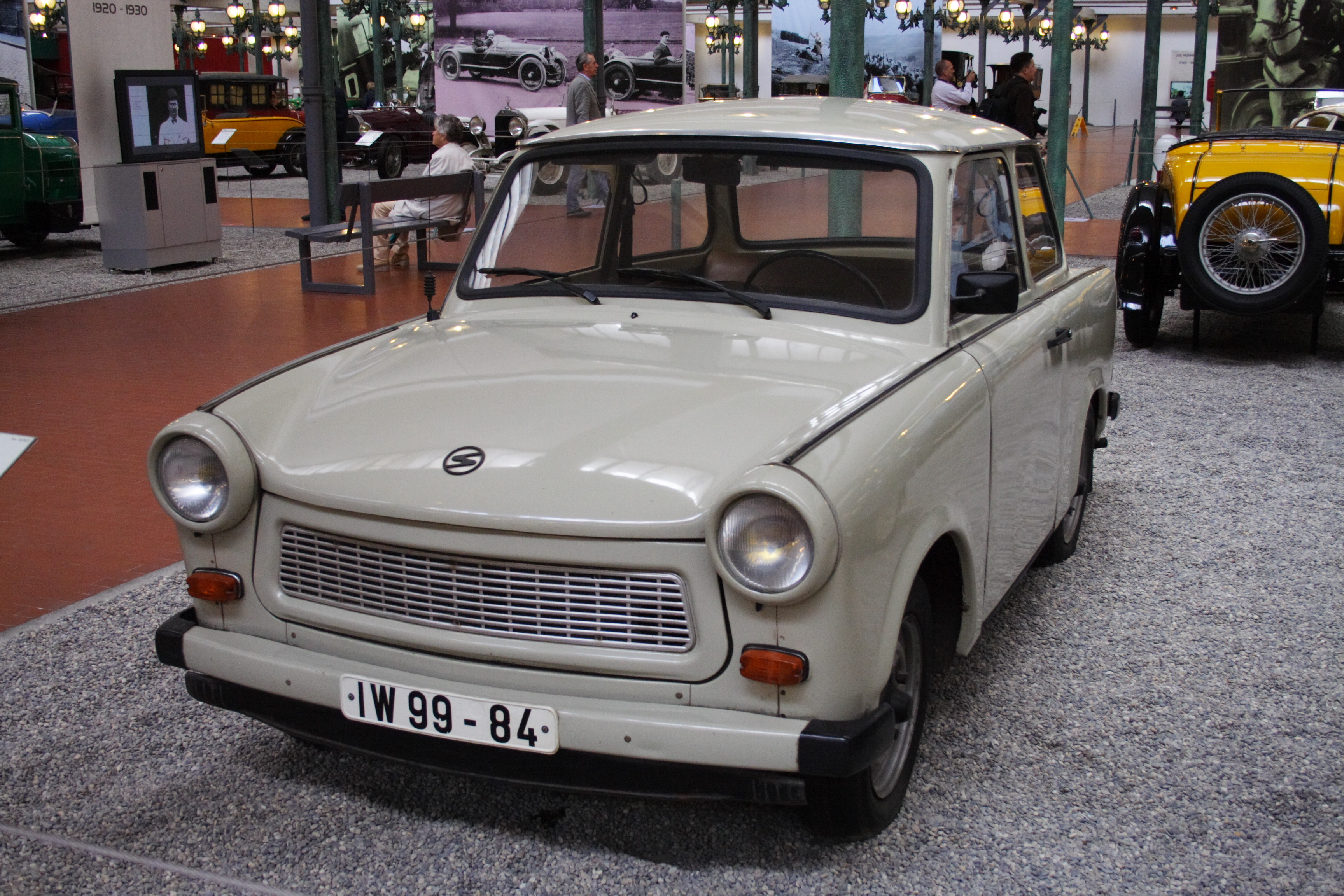
ترابانت 601 ليموزين
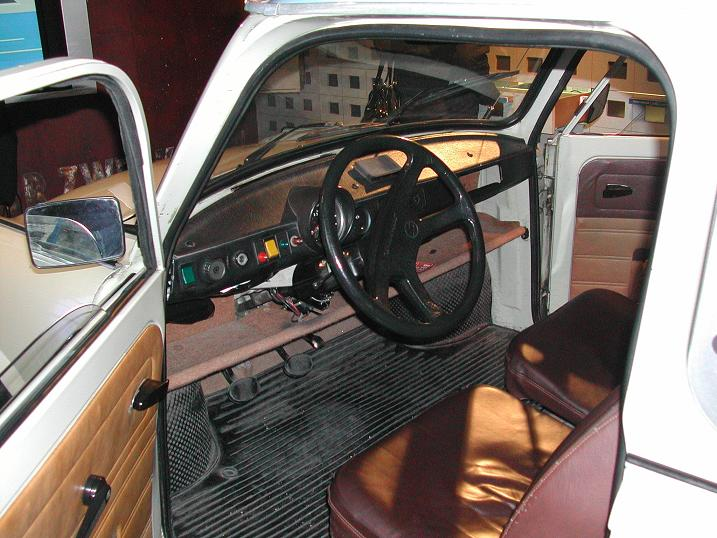
ترابانت 601 نظرة داخلية
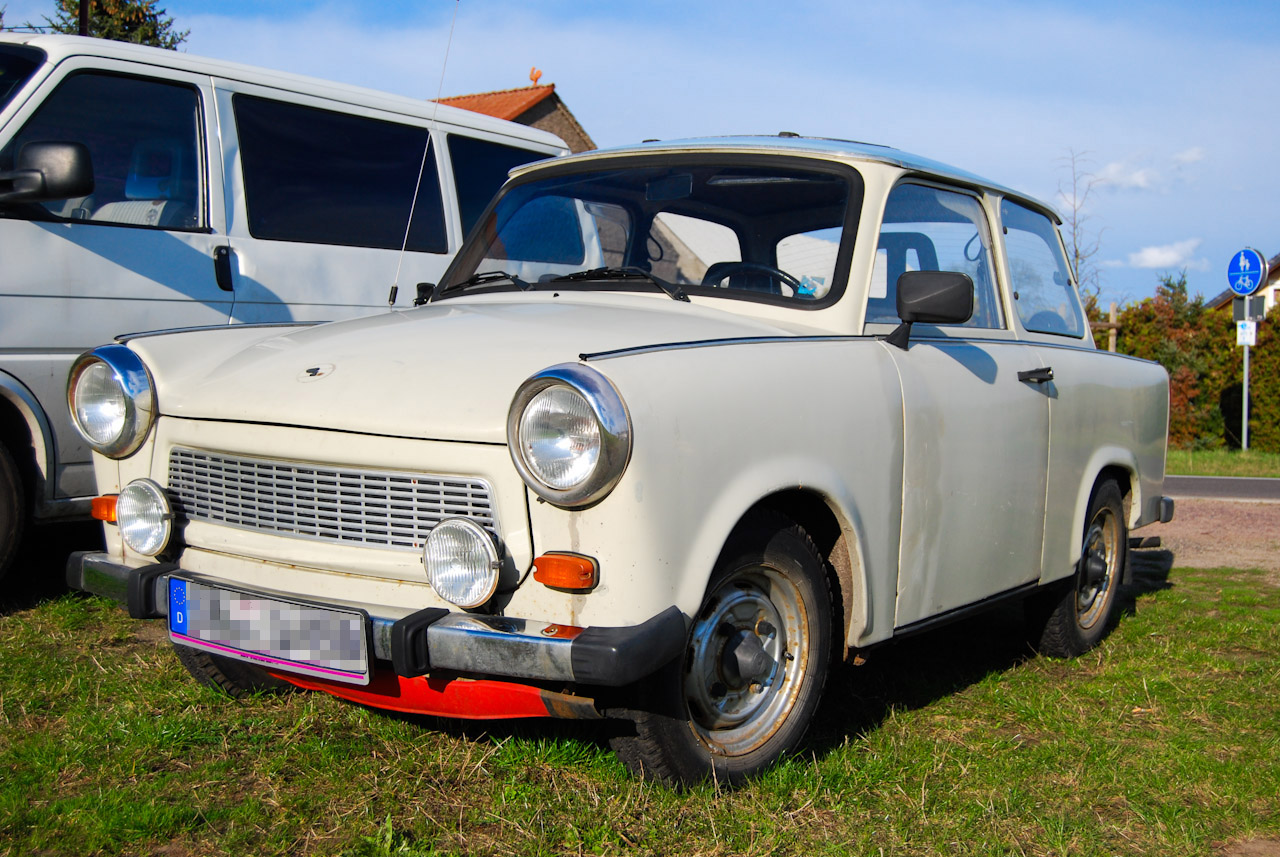
ترابانت 601 لوكس ليموزين

## وصلات خارجية
- ترابانت على مشروع الدليل المفتوح
- History of the Trabant
- Sachsenring Trabant site
- IFA Mobile 2-takt Vereniging, de oudste vereniging voor Oost-Duitse auto's
- Trabant history and prospects
- Technical Data and additional Information about Trabant 601.
- Technical details and pictures of the Trabant 601
- British microcar club that welcomes trabant owners and drivers

Media
- Interactive presentation of Red Pearl Trabant 601z